# 王崧 (1971年)
王崧（1971年2月—），男，汉族，籍贯江西安福，出生地江西南康，1990年12月加入中国共产党，2000年5月参加工作，博士研究生学历，工学博士，高级工程师。

## 生平
本科（1992年）和硕士（1995年）毕业于西安交通大学动力机械工程系。2000年博士毕业于清华大学工程力学系工程热物理专业。

### 安徽
历任安徽省合肥高新技术产业开发区管委会副主任、工委委员（正县级），合肥市科技局（知识产权局）局长、党委书记，合肥市瑶海区委副书记、代区长、区长，区委书记、区人大常委会主任，亳州市蒙城县委书记、县人大常委会主任，亳州市副市长，马鞍山市委常委、常务副市长，淮南市委副书记，安徽省数据资源管理局（安徽省政务服务管理局）党组书记、局长。
是第十二届安徽省政协委员（2020年1月10日省政协十二届常委会第十六次会议增补）。

### 网信办
2021年，任中央网信办信息化发展局局长。2023年7月，任中央网络安全和信息化委员会办公室（国家互联网信息办公室）副主任，升任副部级。

### 河南
2025年4月，任中共河南省委常委、宣传部部长，不再担任中央网信办（国家网信办）副主任。